# گرسیاس
گرسیاس (به اسپانیایی: Gracias) یک منطقهٔ مسکونی در هندوراس است که در استان لمپیرا واقع شده‌است. گرسیاس ۴۴۳ کیلومتر مربع مساحت و ۵۰٬۲۵۶ نفر جمعیت دارد و ۸۰۰ متر بالاتر از سطح دریا واقع شده‌است.